# Marian Leon Bielicki
Marian Leon Bielicki, mit Pseudonym Stefan Lemar, (* 5. Juni 1920 in Vilnius; † 8. April 1972 in Warschau) war ein polnischer Schriftsteller, Journalist und Übersetzer aus dem Russischen.

## Leben
Bielicki besuchte das Gymnasium in Vilnius und studierte anschließend Polonistik an der Stefan-Batory-Universität. Nach dem Beginn des Zweiten Weltkrieges 1939 blieb er zunächst in Vilnius und floh nach dem Beginn des Deutsch-Sowjetischen Krieges im Juni 1941 in die Sowjetunion. Dort schloss er sich 1944 dem Bund Polnischer Patrioten an und organisierte in Kasachstan ein polnisches Gymnasium.
Nach dem Zweiten Weltkrieg siedelte er 1946 nach Warschau um und schrieb als Journalist für die Walka Ludu. Politisch schloss er sich der Polska Partia Robotnicza an. Für die Polska Zbrojna schrieb er von 1948 bis 1950 und ab 1950 für Żołnierz Wolności. Daneben arbeitete er von 1950 bis 1954 mit der Żołnierz Polski zusammen. Auszüge aus seinen Prosawerken, literarische Rezensionen, Reportagen sowie Übersetzungen aus dem Russischen publizierte er von 1950 bis 1950 in Nowa Kultura und Po Prostu sowie von 1951 bis 1953 in Przyjaciółka und Express Wieczorny. In den Verband der Polnischen Literaten wurde er 1951 aufgenommen.
Als Reporter reiste er 1949 in Tschechoslowakei, 1951 nach Deutschland, 1952 als Kriegsberichterstatter nach Korea, 1955 nach Tibet sowie nach China und in den Nahen Osten. Seine Reportagen aus dieser Zeit veröffentlichte er von 1952 bis 1955 unter anderem in Świat und Sztandar Młodych. Ab 1957 arbeitete er für die Wochenzeitung Zwierciadło.

## Auszeichnungen
- 1950: Silbernes Verdienstkreuz
- Orden der Volksrepublik Korea, 2. Klasse

## Werke
- Szpiedzy Wall-Street, 1950
- Towarzysze walki, 1950
- Walka o bawełnę, 1950; 2. Auflage unter dem Titel Wyprawa po białe złoto, 1951
- Bakteria 0,78, 1951
  - Bakterium 078, übersetzt von Rudolf Pabel, 1956
- Defilada optymizmu. Reportaż o młodości świata, 1952
- Grupa Słowika, 1954
- Opowiadania o niebie i ziemi, 1954, zusammen mit Władysław Milczarek
- Dżuma rusza do ataku, 1955
- Opowieści Szidikura. Baśnie i legendy Tybetu, 1957; 2. erg. Aufl. 1967
- Człowiek w samochodzie, 1959
- Lacho z rodu Ha. Opowieść tybetańska, 1959
- Morderca przychodzi przed północą, 1960
- Gorycz sławy, 1961
- Moje skarby w kosmosie czyli Powieść pozornie fantastyczna, 1961
- Gdzie jesteś, Małgorzato?, 3 Bände, 1963–1965
- Zapomniany świat Sumerów, 1966
- Ciężar cudzego losu, 1968
- Chłopiec z glinianą tabliczką, 1969
- Cień złotej bogini, 1971
- Co chcesz zrozumieć człowieku?, 1973
- Złoty talerz. Baśń tybetańska, 1985

## Übersetzungen
- Walentin Petrowitsch Katajew: Samotny biały żagiel, 1949
- Pawel Schebunin: Kurhan Mamaja, 1949
- Gennadi Samoilowitsch Gor: Ostatni egzamin, 1950
- Derek Kartun: Migawki amerykańskie, 1950
- Narody są nieśmiertelne. Wiersze poetów narodów Azji, 1950
- Cho Ki-chon: Pektusan. Poemat koreański, 1950
- Alexander Sonin: Morska brać, 1950
- Nadszedł czas. Wiersze chińskie, 1951
- Alexei Nikolajewitsch Tolstoi: Przygody. Dwa opowiadania, 1951